# Gilson Porto
Gilson Pereira Porto, ou simplesmente Gilson Porto (Feira de Santana, 14 de fevereiro de 1944 — Salvador, 13 de janeiro de 2003) foi um treinador e futebolista brasileiro, que atuava como ponta-esquerda.

## Carreira
Filho de Mário Porto, considerado um dos melhores jogadores da época do futebol amador de Feira de Santana, Gilson Porto começou a jogar bola no time do Guarani, atuando num campeonato de bairro organizado pela professora Edna. Iniciou a carreira no Bahia de Feira, sendo emprestado aos 16 anos para o Fluminense de Feira.
Indicado ao juvenil do Fluminense do Rio em 1959, Gilson Porto conquistou o título carioca de Aspirantes em 1962 e 1963, mesmo ano em que participou da campanha do vice-campeonato carioca.
Em 1963, passou pela Seleção Brasileira de Novos.
Liberado do “Contrato de Gaveta” que o prendia ao Fluminense, se transferiu ao Bahia, onde assinou seu primeiro contrato profissional.
Foi emprestado ao Santos, onde disputou apenas algumas partidas pelo Torneio Rio-São Paulo de 1965.
Retorno ao Bahia e pouco depois, o Corinthians desembolsou o montante de 25 milhões de cruzeiros pelos direitos do jogador.
Estreou no Timão em 15 de agosto de 1965, na vitória sobre a Portuguesa por 2 a 1, em partida válida pelo Campeonato Paulista daquele ano. Em 16 de novembro de 1965, Gilson Porto participou do amistoso entre Arsenal e Seleção Brasileira, que na oportunidade foi representada pelo Corinthians.
No Corinthians, atuou ao lado de Garrincha, quando conquistaram, de forma dividida com Vasco, Botafogo e Santos, o Torneio Rio-São Paulo de 1966, único título de ambos pelo Timão. Ficou no clube até o final de 1967, onde fez 134 jogos e marcou 11 gols pelo Timão.
Do Corinthians, Gilson foi vendido para o Internacional.
Marcou um gol na partida de despedida do Estádio dos Eucaliptos, na goleada colorada por 4 a 1 sobre o Rio Grande, em 26 de março de 1969. Participou do jogo de inauguração do Estádio Beira-Rio, onde foi o autor do terceiro gol da história do estádio, marcado no dia 6 de abril de 1969.
Com o Internacional, foi Campeão Gaúcho de 1969.
Também em 1969, atuou pelo Fluminense de Feira de Santana, onde sagrou-se campeão estadual.
Retornou ao Bahia e foi Campeão Baiano de 1970 e 1971.
Retornou ao Santos, antes de defender seu último clube, América de Natal, onde faturou a Taça Almir de Albuquerque de 1973 e se aposentou em 1974.
Após o término da sua carreira de atleta, chegou a ser técnico do Barreiras Esporte Clube e também das divisões de base do Camaçari e Fluminense de Feira.

### Títulos
Corinthians
- Torneio Rio-São Paulo: 1966

Internacional
- Campeonato Gaúcho: 1969

Fluminense de Feira
- Campeonato Baiano: 1969

Bahia
- Campeonato Baiano: 1970, 1971

América-RN
- Taça Almir de Albuquerque: 1973[16]

## Homenagens
Como homenagem, o estádio municipal de Feira de Santana leva o nome do ex-atleta.

## Morte
Gilson faleceu em 2003 por conta de um câncer no pâncreas.